# Struthanthus harlingianus
Struthanthus harlingianus är en tvåhjärtbladig växtart som beskrevs av Carlos Toledo Rizzini. Struthanthus harlingianus ingår i släktet Struthanthus och familjen Loranthaceae. Inga underarter finns listade i Catalogue of Life.